# Kanjobal
Kanjobal (Q'anjob'al, K'anjobal), jezično-etnička skupina Mayan Indijanaca nastanjenih poglavito u gvatemalskom departmanu Huehuetenango. Sastoje se od nekoliko manjih skupina poznatih pod imenima Kanjobal (s Akatek ili Zapadni Kanjobali) i Istočni Kanjobal), Jacaltec (Zapadni i Istočni) i Chuje s Solomeco. Godine 1990. Kanjobala vlastitih 1990. registrirano je 14.325 u Meksiku